# Диявол із Джерсі (Цілком таємно)
Диявол із Джерсі — п'ята частина першого сезону серіалу «Цілком таємно» («Секретні матеріали»).

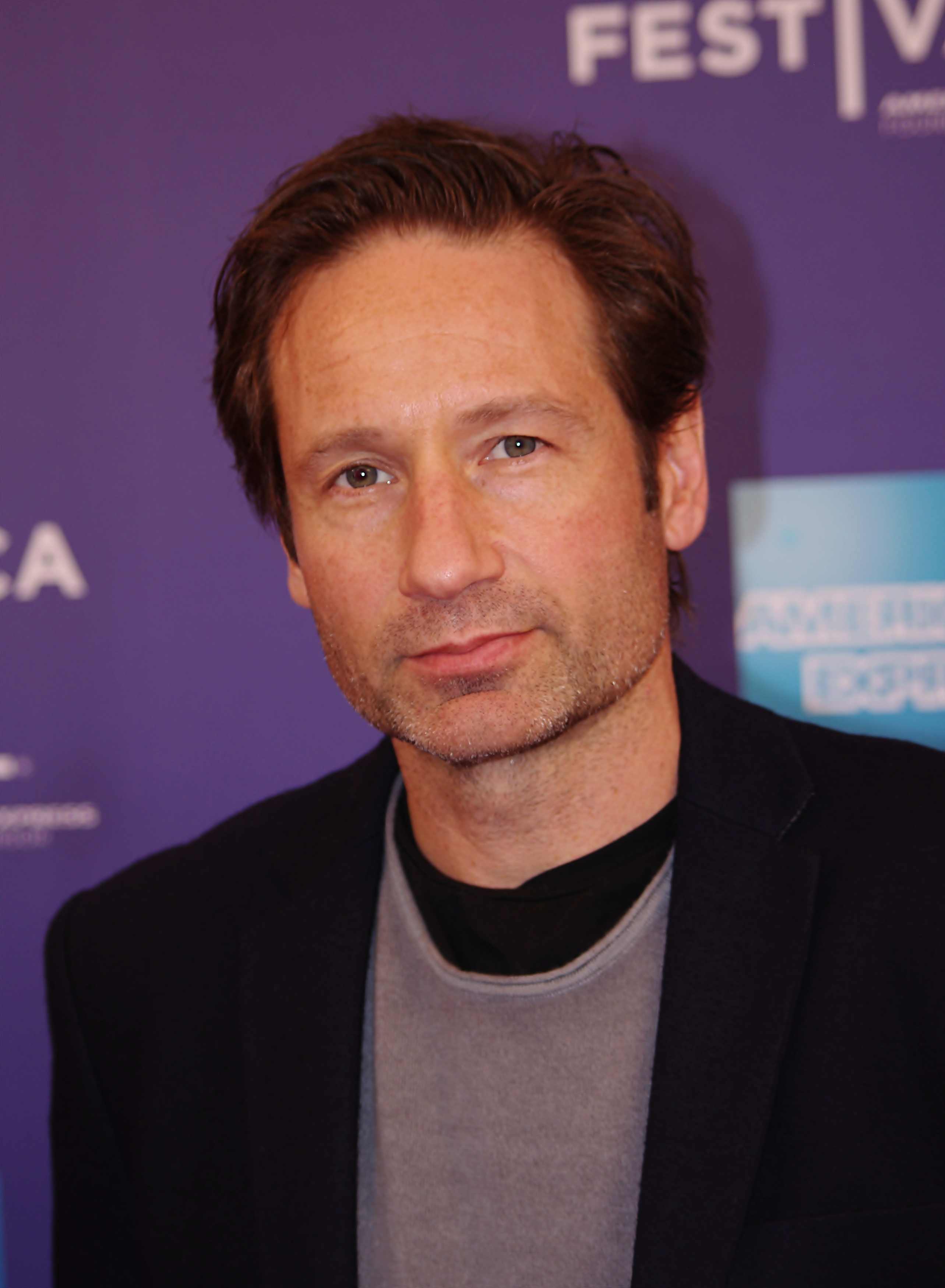

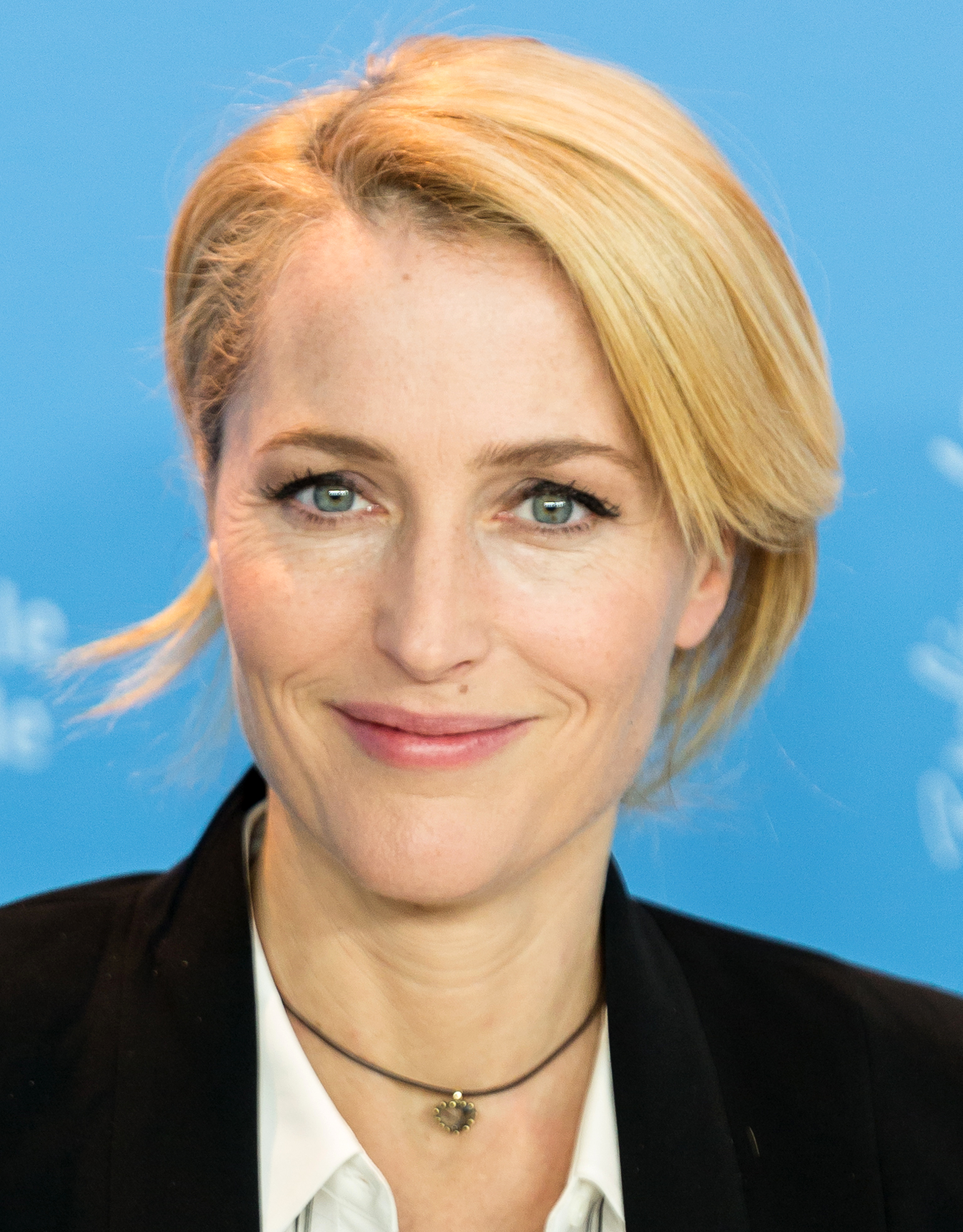

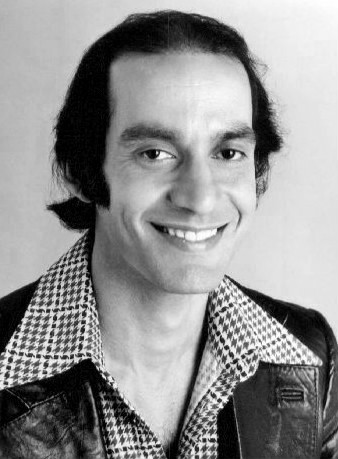

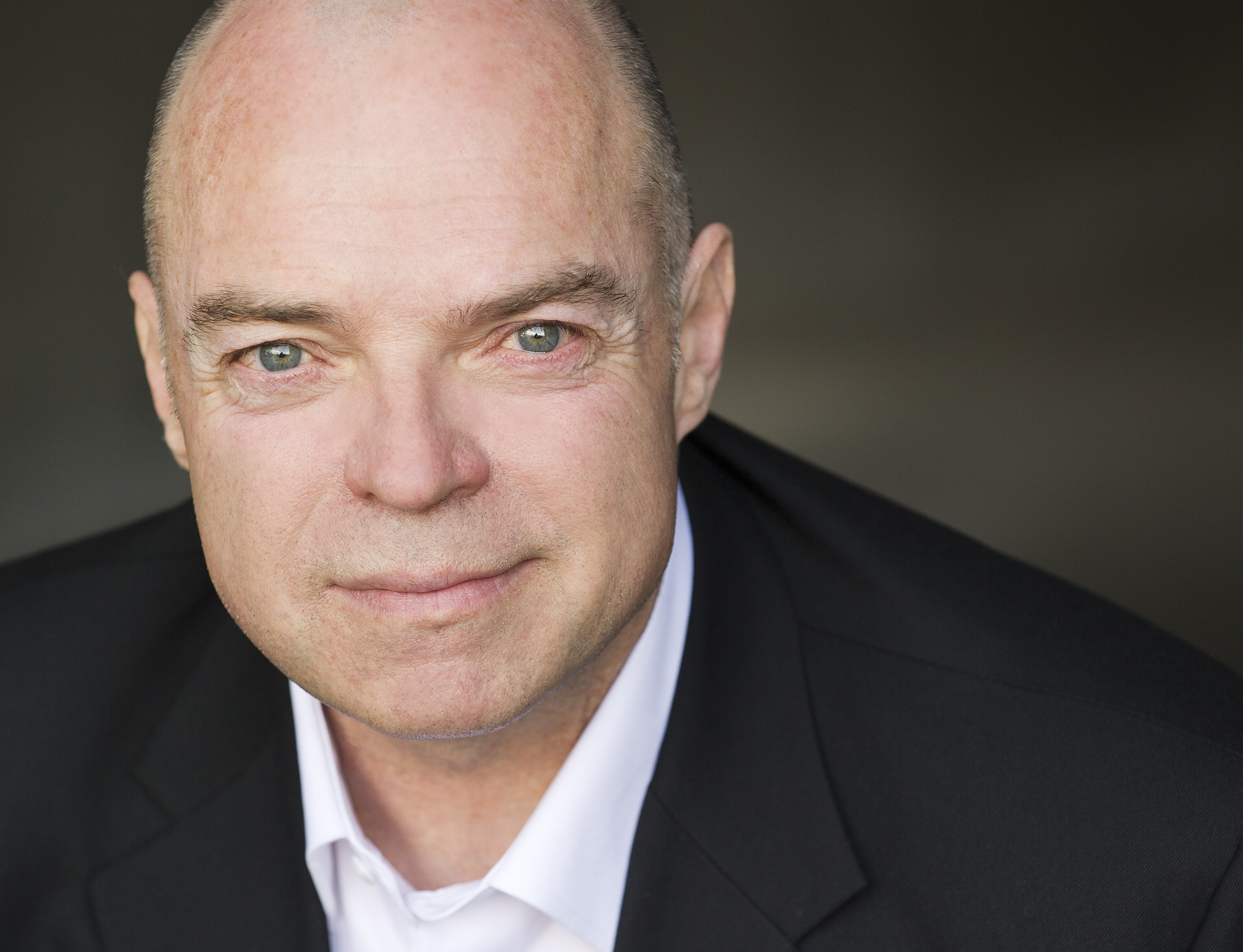

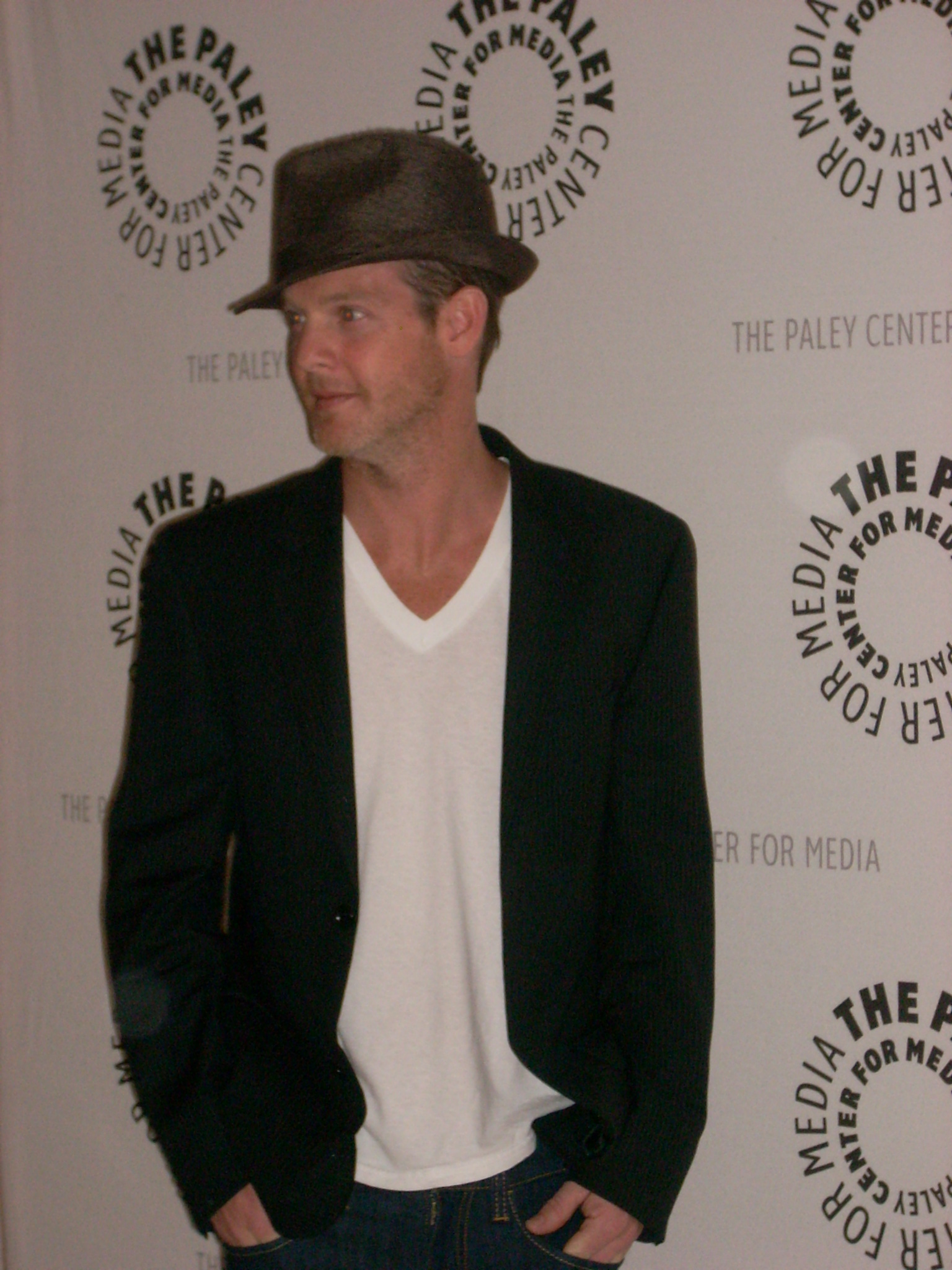

## Короткий зміст
1947 року пізнім вечором родина їде по шосе в Нью-Джерсі, раптом у автомобіля пробивається колесо. Батько йде змінити пробите колесо, однак його хтось хапає та затягує в ліс. Наступного дня облава з поліцейських та місцевих мешканців знаходить у лісі людські кості та залишки тіла а згодом — печеру, у якій хтось переховується. Учасники облави мешканця печери обстрілюють з рушниць, не заходячи всередину.
1993 року Скаллі приходить на роботу та оповідає Малдеру про вбивство бездомного Роджера Крокетта, що відбулося напередодні — на нього напали в лісистій місцині та відгризли руку в передмісті Атлантик-Сіті. Малдер вважає очевидним зв'язок з інцидентом 1947 року, тому агенти рушають у Нью-Джерсі.
В морзі Атлантик-сіті агенти стрічаються із детективом, котрий вороже налаштований до них. Детектоив Томсон працює в місцевому поліцейському управлінні, він вимагає від прибулих не заважати розслідуванню. В швидкому часі по цьому Скаллі від'їздить до Нью-Йорка на день народження похресника. Там Дейна стрічається з Робом — одиноким батьком, котрий був серед запрошених. Малдер лишається в Нью-Джерсі та опитує Булле — лісового єгеря, він натрапив на тіло Крокетта та одного разу бачив у лісі істоту, схожу на неандертальця. Після розмови Фокс пішки вирушає на окраїну Атлантик-сіті, де проживають бездомні). В часі слідування за Малдером хтось спостерігає з лісу. Діставшись до околиці, Малдер дізнається від безпритульного Джека, котрий знав Крокетта, що вбивця — це «Диявол із Джерсі» (людиноподібна істота, що мешкає в передмісті Атлантик-сіті; поліція ж дані про неї приховує. Малдер дає безпритульному ключі від свого номера у мотелі, сам же лишається на його місці. Уночі істота мандрує до міста; риючись в смітнику, вона відчуває Малдера та зникає у напрямі лісу. Малдер не встигає добре розгледіти істоту, його арештовує поліція, прийнявши за волоцюгу.
У поліцейському відділку Фокс стрічається з Томсоном та звинувачує його в небажанні визнати існування «Джерсійського диявола», аби не порушити приплив туристів до міста. У відповідь Томсон погрожує Малдеру проблемами з керівництвом.
У понеділок Скаллі визволяє Малдера з поліцейського відділку та вони вирушають в Мерілендський університет, доктор Даймомнд Роджер підтверджує теорію Малдера, що існує можливість, коли людина може повернутися до первісних тваринних інстинктів м'ясоїдного неандертальця. По цьому Скаллі повертається до Вашингтона на здибанку з Робом.
У швидкому часі єгер Булле знаходить у лісі ще одне тіло — це труп чоловічої статі, не цілком людський. Малдер вважає що є ймовірність існування двох таких істот та викликає Скаллі. З Булле та Даймондом вони прочісують покинуту будову, поліція також робить спроби схопити лісового мешканця. Фокс стверджує, що друга істота є самицею. Несподівано істота нападає на Малдера та утікає до лісу. Поліцейські переслідують істоту та, незважаючи на заперечення Малдера, вбивають її. Результатами розтину трупу є знання, що це жіноча істота, яка нещодавно народила; Малдер вважає, що істота приходила до міста в пошуках їжі після смерті самця.
У завершальних кадрах істота-дитина спостерігає з лісу за мандруючими батьком й сином.

## Знімались
| Актор                 | Роль               |
| --------------------- | ------------------ |
| Девід Духовни         | Фокс Малдер        |
| Джилліан Андерсон     | Дейна Скаллі       |
| Клер Стенсфілд        | Диявол із Джерсі   |
| Вейн Тіппіт           | детектив Томпсон   |
| Грегорі Сьєрра        | Даймонд            |
| Джилл Тід             | Гленна             |
| Ендрю Ейрлі           | Роб                |
| Білл Доу              | Дед                |
| Хротгар Метьюз        | Джек               |
| Джейсон Грей-Стенфорд | офіцер в 1947 році |

## Принагідно
- The X-Files: «Conduit» / «The Jersey Devil» / «Shadows»
- The Jersey Devil